# Saint-Lubin-en-Vergonnois

Saint-Lubin-en-Vergonnois este o comună în departamentul Loir-et-Cher, Franța. În 1 ianuarie 2022 avea o populație de 776 de locuitori.